# Dermatemydidae
Dermatemydidae este o familie de broaște țestoase.